# Schizachyrium lomaense
Schizachyrium lomaense là một loài thực vật có hoa trong họ Hòa thảo. Loài này được A.Camus miêu tả khoa học đầu tiên năm 1954.